# Lejeunea chinensis
Lejeunea chinensis là một loài Rêu trong họ Lejeuneaceae. Loài này được (Herzog) R.L. Zhu & M. L. So mô tả khoa học đầu tiên năm 1999.